# 魏文伯
魏文伯（1905年3月9日—1987年11月15日），男，湖北新洲人，中华人民共和国政治人物，曾任中华人民共和国司法部部长。

## 生平
魏文伯出身于农民家庭。1925年冬，加入中国共产主义青年团，在家乡开展农民运动。1926年加入中国共产党。
中华人民共和国成立后，担任司法部副部长，党组书记。史良为部长。后转任上海市委副书记，书记处书记，华东局秘书长。1965年柯庆施死后，和陈丕显，曹荻秋成为华东地区最高负责人的华东局书记。文化大革命期间被打倒，文革结束后复出，担任中纪委副书记兼秘书长，司法部部长。1983年被补为中顾委委员。1987年在上海去世。

## 著作
- 《松下诗选》 上海文艺出版社 1980
- 《对于“中华人民共和国人民法院组织法”基本问题的认识》上海人民出版社 1956
- 《魏文伯诗抄》福建人民出版社 1982